# Phare de Pertusato
Le phare de Pertusato domine le cap de Pertusato à 4 km  au sud-est de Bonifacio en Corse-du-Sud. Il balise la côte sud de la Corse et l'entrée du port de Bonifacio.

## Historique

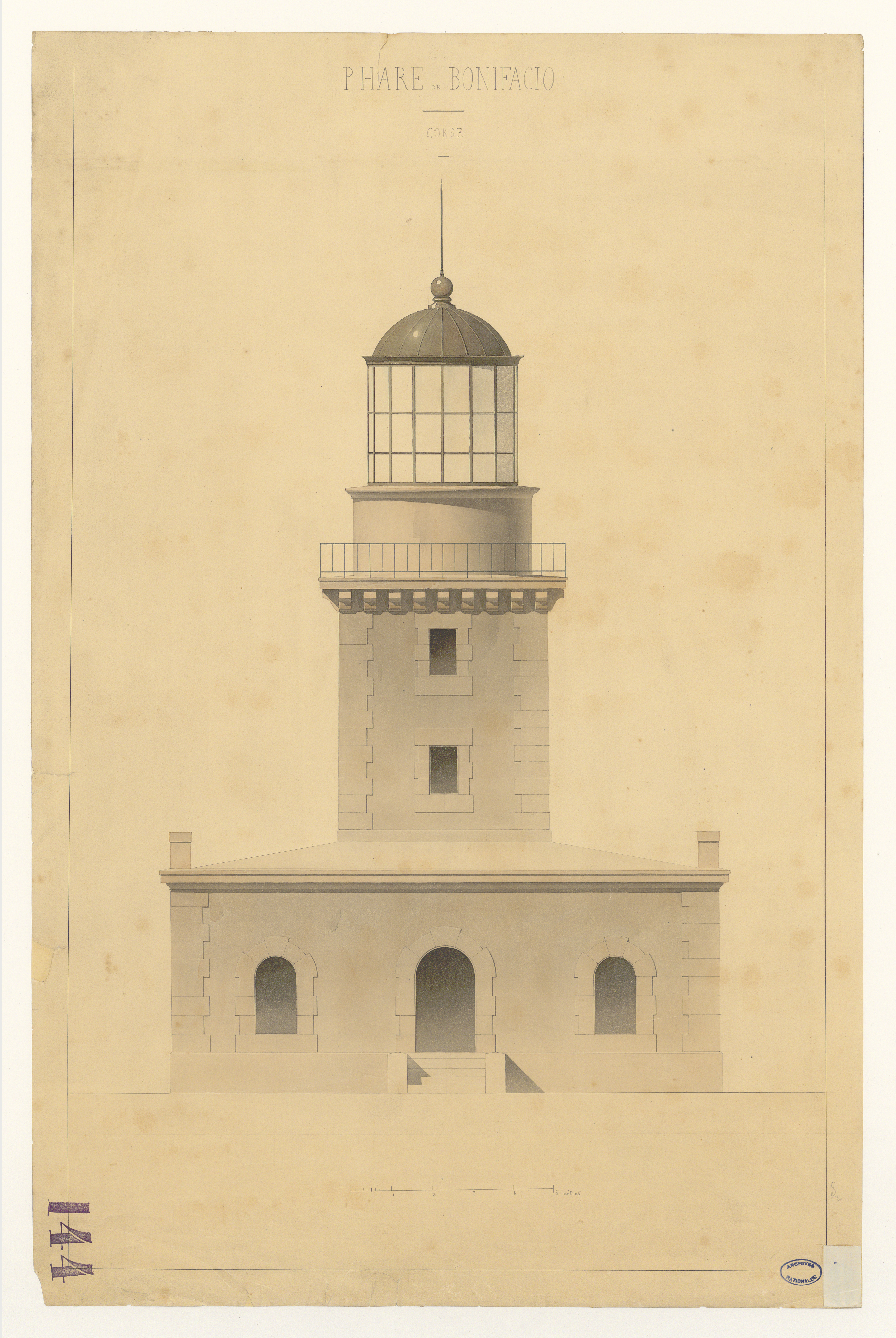
Elévation du phare de Pertusato, XIXe siècle.

Le programme d'illumination de l'île n'avait pas été étudié en 1825 par Augustin Fresnel. C'est en 1838 qu'il est décidé d'implanter 5 phares de premier ordre pour ceinturer l'île. Le phare de Pertusato est le second après celui des îles Sanguinaires au sud-ouest. Il sera suivi de ceux de la Chiappa au sud,  du phare de la Revellata à l'ouest et celui de la Giraglia au nord.

## Phare actuel
Tour carrée de 21 m en pierres maçonnées, centrée sur un bâtiment rectangulaire. Le phare est automatisé depuis 1985.

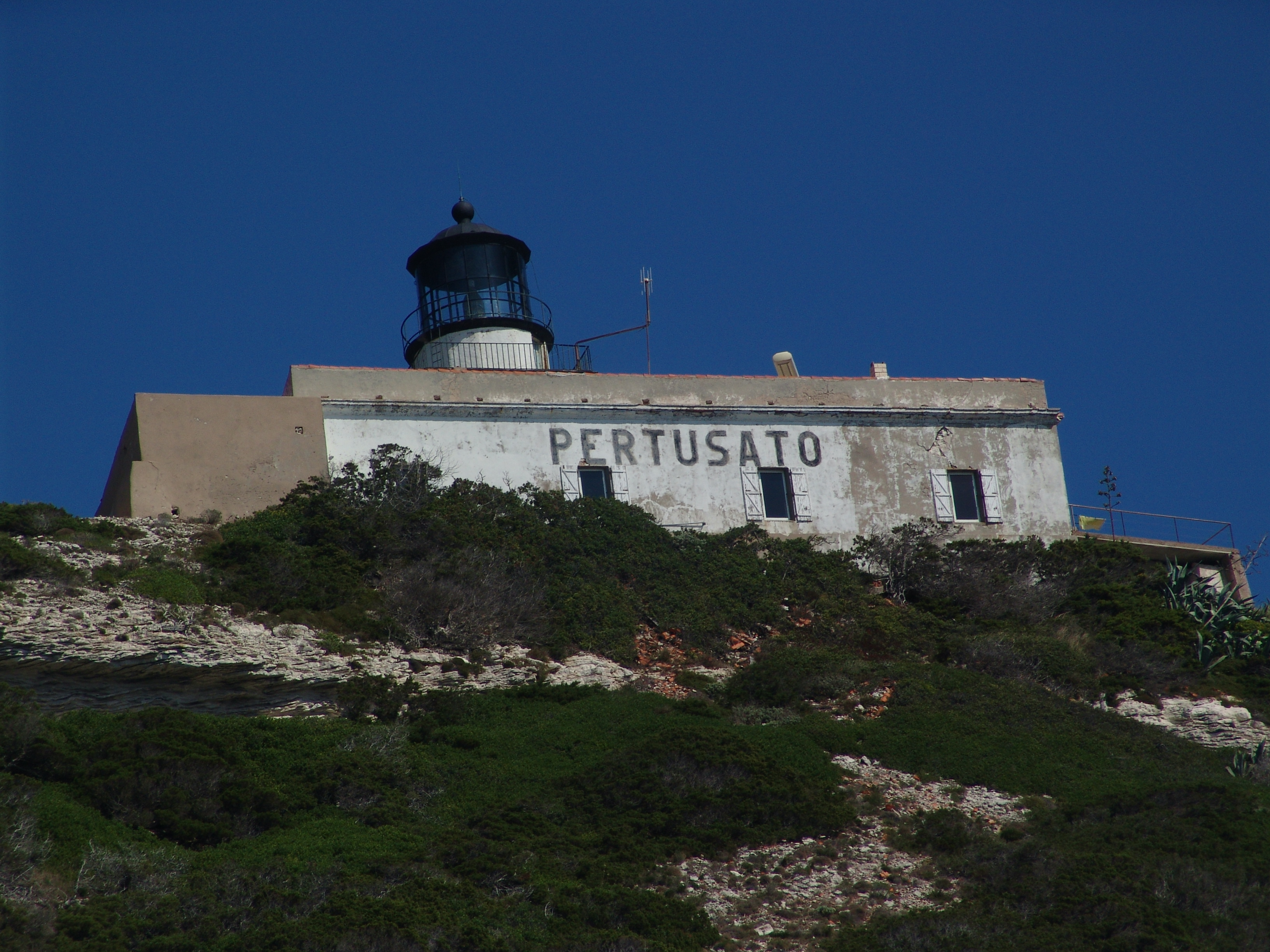
Phare de Pertusato